# Andria (comedia)

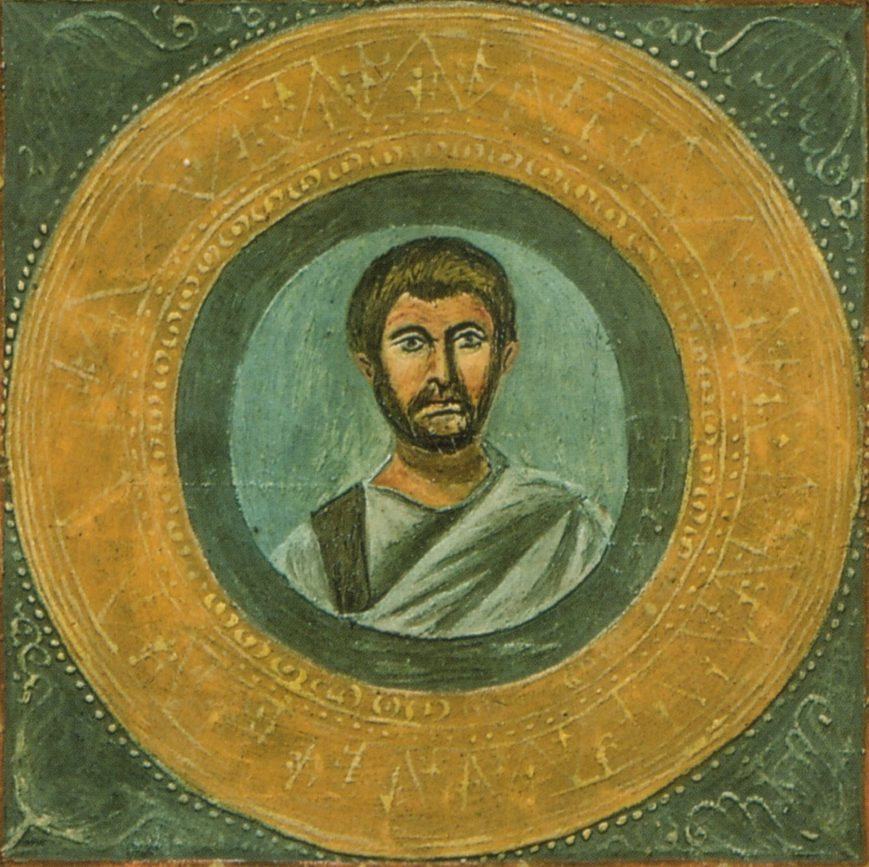
Retrato de Terencio

Andria es una comedia escrita por Terencio. Fue su primera obra, escrita aproximadamente a la edad de 19 años. Terencio la adaptó desde la traducción de la obra de Menandro concretamente de Andria y Perinthia. Fue representada en Roma por primera vez, alrededor del 170 a. C. También fue la primera de sus obras representada después de la antigüedad, en 1476 en Florencia.

## Argumento
En Andriana se cuenta la historia del viejo Simón, que se ha asociado con su vecino Cremes para que sus respectivos hijos, Pánfilo y Filomena, se casen.
Pánfilo, sin embargo, tiene un romance secreto con Gliceria, una chica que todo el mundo cree que es hermana de la cortesana Críside, quien espera un hijo de él. Simón descubre la relación de su hijo en el funeral de Críside y, profundamente irritado por esta "rebelión", le comunica la inminencia de la boda con Filomena, aunque Cremes ha cancelado el compromiso. El joven, sin embargo, está decidido a no traicionar a Gliceria y finge aceptar pasivamente el matrimonio. La historia se complica: Cremes ha cambiado de opinión y ahora consiente. Los malentendidos se aclaran con la llegada del viejo Critón, amigo/familiar de la fallecida Críside, que reconoce a Gliceria como la hija que Cremes creía muerta en un naufragio en la isla de Andros, Pasibula. La obra termina con la boda doble: Pánfilo se casa con Gliceria y Carino, un amigo de Pánfilo, desposa a Filomena.

## Personajes
Simón- Noble ateniense, padre de Pánfilo. De 'simos', chato.
Sosias- El liberto de Simón, toma parte en los planes iniciales de Simón pero no se le ve antes de la última escena. De 'sozo', salvado en la guerra.
Pánfilo- Hijo de Simón públicamente prometido a Filomena pero privadamente prometido a Gliceria. De 'pan' y 'philos', un amigo para todos.
Filomena- Prometida de Pánfilo e hija de Cremes.
Davo- Esclavo de Pánfilo su más fiel confidente. De Dacia, su país nativo.
Cremes- Noble Ateniense amigo e igual a Simón, padre de Filomena. De 'chremptomai', escupir.
Carino- Amigo de Pánfilo, enamorado de Filomena. De 'charis', gracia.
Birrias- Esclavo de Carino. De 'purrhos', pelirrojo.
Míside- Esclava de Gliceria. De Mysia, su pueblo nativo.
Lesbia- Esclava de Gliceria. De Lesbos, su pueblo nativo.
Dromón- Presumiblemente otro esclavo de Simón. Tiene solo dos líneas y no está desarrollado como personaje. De 'dromo', una raza.
Critón- Noble Andriano, un conocido de Críside y Gliceria y un amigo de su padre. De 'krites', juez.
Críside- Un personaje no visto, fallece antes del inicio de la obra, hermana de Gliceria. Emigró a Atenas desde Andros y después de un tiempo de ganarse la vida con el telar se convierte en cortesana.
Gliceria- un personaje no visto, querida de Pánfilo. De 'glukeros', Dulce.

## Posteridad
Thornton Wilder, un escritor estadounidense, escribió La mujer de Andros, una novela basada en la Andria de Terencio. Se trata de una fábula sobre el vacío del mundo clásico al borde de los profundos cambios provocados por el nacimiento de Jesús.